# Lar, Iran
Lar este un oraș din Iran.